# Разгрузочный клапан

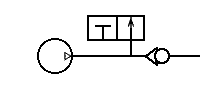
Компрессор с разгрузочным устройством

Разгрузочный клапан — гидравлический или пневматический аппарат, предназначенный для работы совместно с насосом/компрессором. Разгрузочные клапаны могут как сбрасывать давление за машиной после её остановки для облегчения повторного запуска (как правило, устанавливаются за компрессорами), так и переводить машину на нулевую производительность при отсутствии расхода жидкости/газа — такие клапаны (а также более сложные устройства — разгрузочные автоматы) применяются с нерегулируемыми насосами и компрессорами, имеющими неотключаемый механический привод (гидронасосами, стоящими на авиационных двигателях, компрессорами автомобилей и некоторых тепловозов). Устройство для облегчения запуска, как правило, собирается из двух обычных клапанов — электромагнитного клапана (собственно разгрузочного), выпускающего воздух из магистрали за компрессором после отключения компрессора, и обратного клапана, препятствующего выходу воздуха из сети потребителей через разгрузочный клапан.
Трёхклапанный регулятор давления 3РД устанавливается на тепловозах ТЭМ2, ТЭП60, 2ТЭ10 всех индексов, ТГМ6 и других. На большинстве перечисленных тепловозов компрессор имеет постоянный неотключаемый привод от коленвала дизеля и 3РД управляет разгрузкой компрессора типа КТ-6 или КТ-7 (переводом на нулевую подачу), на ТГМ6 от 3РД перемещается золотник наполнения гидромуфты — в результате из неё выпускается масло и компрессор останавливается. В головках цилиндров компрессоров КТ-6 и КТ-7 установлены пневмоцилиндры, при подаче воздуха в которые пластины клапанов всасывания отжимаются от сёдел и клапаны перестают выполнять свою функцию — не удерживают воздух от выхода из цилиндров обратно в атмосферу при сжатии, в результате компрессор перестаёт подавать воздух.
3РД состоит из трёх клапанов — отключающего, поднимающегося при давлении в главных резервуарах 9 кг/см2, включающего, поднимающегося при давлении 7,5 кг/см2, и обратного, прижимаемого включающим. Отключающий клапан, поднимаясь, открывает проход воздуха к включающему клапану, тот также поднимается и открывает обратный клапан, открывая проход воздуха к включающему клапану (чтобы подача воздуха к нему не прекратилась сразу при закрытии отключающего клапана при падении давления ниже 9 кг/см2) и устройству выключения компрессора. При падении давления ниже 7,5 кг/см2 включающий клапан опускается, воздух выходит из устройства выключения компрессора, давление растёт и цикл повторяется.
Автомат разгрузки насоса (например, типа ГА-77) работает похожим образом, но его включение в систему иное. Пока давление в системе не достигло номинального (на самолётах класса Ан-24, Як-40 — 155 кг/см2, на средних и тяжёлых самолётах — 210 кг/см2), насос соединён с системой — подаёт жидкость на зарядку гидроаккумуляторов через обратный клапан автомата. При достижении номинального давления золотник автомата соединяет насос с линией слива, обратный клапан закрывается под давлением со стороны гидроаккумуляторов и насос качает жидкость по кругу — из бака обратно в бак, что нужно для охлаждения и смазки насоса, а система питается от гидроаккумуляторов. Момент разгрузки хорошо наблюдается на электрических насосных станциях — резко падает потребляемый двигателем ток, а также воспринимается на слух рост оборотов агрегата.
При падении давления в гидроаккумуляторах до порогового (при номинальном давлении 155 кг/см2 — до 120 кг/см2) жидкость от насоса вновь подаётся к обратному клапану и через него в систему. Если автомат не срабатывает и не переключает насос на разгрузку, то при превышении давления сверх номинального (при номинальном давлении 155 кг/см2 — 170 кг/см2) срабатывает предохранительный клапан и жидкость от насоса сливается в бак через него, но при этом насос работает с перегрузкой, энергия уходит на нагрев жидкости.